# Generator Rex
Generator Rex este un serial de animație american creat de Man of Action (un grup format din Duncan Rouleau, Joe Casey, Joe Kelly, și Steven T. Seagle) și produs de Cartoon Network Studios. Serialul este inspirat din benzile desenate M. Rex create de Aaron Sowd, Joe Kelly și Duncan Rouleau, și publicate de Image Comics în 1999. Prima difuzare a fost în Statele Unite pe 23 aprilie 2010, pe Cartoon Network. Premiera în România a fost pe data de 11 februarie 2011.

## Premis
Cinci ani înainte de serie, o explozie masivă a lansat concentrații mari de naniți în atmosferă, infectând aproape orice viețuitoare de pe Pământ. Acești naniți se pot activa la întâmplare în interiorul gazdelor lor, transformând subiectul într-un monstru cunoscut ca un EVO (sau "organism exponențial pestriț") - de obicei, o creatură fără minte care atacă tot în jurul ei, deși unele EVO păstrează un nivel de inteligență uman. Pentru a combate amenințarea EVO, a fost creată o organizație internațională cunoscută sub numele de Providența. 
Rex este un adolescent amnezic, care nu este doar infectat cu naniții ca toți ceilalți, dar este un EVO. Spre deosebire de majoritatea EVO, el nu este deformat în nici un fel; spre deosebire de toate celelalte EVO, el este în măsură să își controleze naniții sau, permițându-i să manifeste o varietate de puteri printre care și vindecarea altora de mutațiile lor. Lucrând la Providență pentru Agent Șase, Rex folosește abilitățile sale unice pentru a ajuta la oprirea EVO atunci când aceștia apar.